# Otello Capitani
Otello Capitani (ur. 17 marca 1890 w Modenie, zm. 20 września 1912 w Misracie) – włoski gimnastyk.
W 1908 wystartował na igrzyskach olimpijskich w wieloboju indywidualnym. Zajął 21. miejsce w wynikiem 226,75 pkt.
W 1909 został brązowym medalistą mistrzostw świata w zawodach drużynowych.

## Literatura dodatkowa
- Il sergente modenese Otello Capitani, campione italiano di gimnastica, è morto nell'Ospedale di Misurata. „Gazzetta dell'Emilia”, s. 4, 1912-09-28. (wł.).